# Anomalon flavomaculatum
Anomalon flavomaculatum är en stekelart som först beskrevs av Cameron 1905.  Anomalon flavomaculatum ingår i släktet Anomalon och familjen brokparasitsteklar. Inga underarter finns listade i Catalogue of Life.